# Platinum Weird (album)
Platinum Weird to drugi album duetu Platinum Weird, jego wydanie było zapowiadane na 2007 rok, jednak do tego nie doszło.

## Lista utworów
1. Happiness 

2. Taking Chances 

3. Will You Be Around 

4. Nobody Sees 

5. Crying At The Disco 

6. Avalanche 

7. Somebody To Love 

8. All My Sorrow 

9. Love Can Kill The Blues 

10. Mississippi Valentine 

11. I Pray 

12. When We Met 

## Single
1. Will You Be Around (2006)
2. Happiness (2006)
3. Taking Chances (2007)